# Alteutha crenulata
Alteutha crenulata is een eenoogkreeftjessoort uit de familie van de Peltidiidae. De wetenschappelijke naam van de soort is voor het eerst geldig gepubliceerd in 1880 door Brady.